# 冷向春
冷向春（？—？年），字仁卿，四川成都府内江縣人，軍籍。明朝政治人物。

## 生平
正德二年（1507年）丁卯科四川乡试舉人，九年（1514年）甲戌科三甲第六十二名進士，授南昌府推官，擢升刑部郎中，致仕归。
女儿冷汝玉，聪慧寡居，随父任南昌，以奏績北上，至棗林，夜遇强盗，汝玉大呼道：父亲可自为计，不用以我为念。随后投水而死。佥憲方豪为她撰写《枣林怨》诗，以寄托哀思。

## 家族
父冷熙和，封刑部主事；母王氏，封安人。妻子劉氏，封宜人。